# Sandhamn
Sandhamn (sueco traducible como "puerto de arena") es un pequeño asentamiento en la periferia oriental del archipiélago de Estocolmo en el centro este de Suecia, aproximadamente a unos 30 km al este de Estocolmo. El asentamiento está en la isla Sandön ("isla de arena"), que también es conocida como Sandhamn. Así, «Sandhamn» puede referer a ambos el asentamiento y la isla en que el asentamiento está. 

## Flora y fauna
Como el nombre lo indica, hay mucha arena en la isla, que también tiene un bosque de pinos. En unos sitios, la roca primaria es visible. Leymus arenarius, una gramínea, crece en abundancia en la isla, y Sandhamn es el sitio más norteño en que el carrizo crece. También, Sandhamn es una de las pocas localidades en Suecia en la que crece la planta Schistophyllum bifurcum. En el invierno, muchos pájaros del orden Anseriformes - como porrones osculados, porrones moñudos y patos haveldas - están cerca de Sandhamn, y frecuentemente pigargos europeos visitan el sitio. En el verano, el chotacabras gris suena en el bosque.

## Historia y actividad actual
El asentamiento fue fundado antes de 1280.[cita requerida] Desde hace 150 años, al final del siglo XVII, el trabajo de los prácticos de la isla tenía mucha importancia para Sandhamn. Durante su historia, varios artistas y escritores suecos han visitado Sandhamn; estos incluyen Elias Sehlstedt (que trabajaba para la aduana de la isla), August Strindberg, Anders Zorn y Gustaf Fröding. Hasta el 2005,  Sandhamn contaba con 108 habitantes, y la densidad de población era de 4 habitantes/hm². Sandhamn es conocido por las playas (como Trouville och Fläskberget) de la isla. También, hay una capilla sin torre, dos hoteles, un museo y una posada. Hay una escuela inactiva y un parvulario con tres niños. Waxholmsbolaget tiene transbordadores que van diariamente entre Sandhamn y Stavsnäs vinterhamn en el continente, y otras empresas manejan transbordadores entre Sandhamn y Estocolmo.

## El Real Club Náutico Sueco

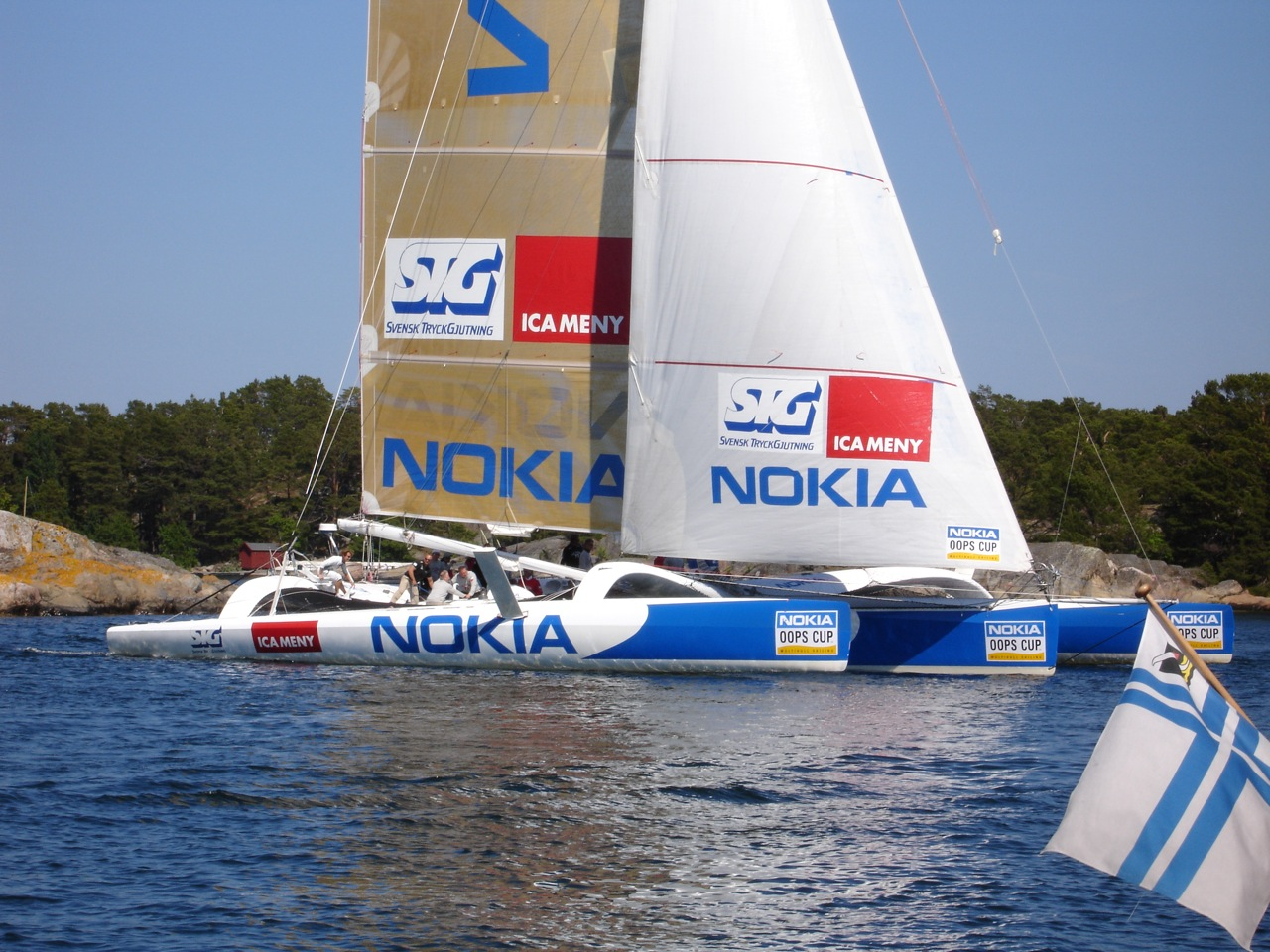
Una de las participantes en «Gotland runt» antes del comienzo del competición 2005, en Sandhamn.

En Sandhamn, el Real Club Náutico Sueco tiene un edificio (desde 1897) y un puerto. También, el club náutico realiza varias actividades en la isla. Sandhamn ha sido el sitio donde los participantes del deporte de vela «Gotland runt» ("vuelta al Gotland"; oficialmente «ÅF Offshore Race») empiezan y terminan desde hace casi cinco decenios. En la Vuelta al Gotland, los participantes bordean la isla de Gotland. La primera vez que se realizó La Vuelta al Gotland fue en 1937 (entonces las participantes salieron de Visby; pero a partir de 1963, los botes salieron de Sandhamn). Aunque, 2011, algunos de las participantes empezaron, en vez de Sandhamn, en Estocolmo, y en 2012, todas los participantes empezaron en Estocolmo. Todavía, la Vuelta termina en Sandhamn.

## Referencias

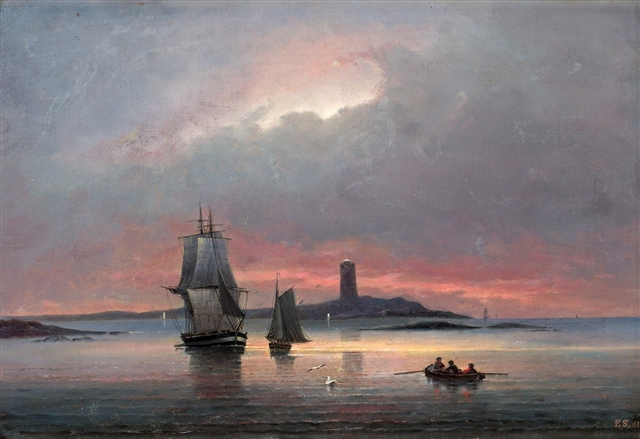
Kvällsutsikt från Tullhuset, una pintura de Elias Sehlstedt, un de varios aristas que han visitado Sandhamn.